# TLA
TLA je troslovni akronim za engleski izraz Three-Letter Acronym. Obuhvaća troslovne kratice raširene u računalnom žargonu.
U hrvatskome jeziku ovi akronimi ponašaju se slično drugim složenim kraticama. Pišu se velikim slovima bez točke, sriču se po nazivima slova (SQL: es-ku-el, PDF: pe-de-ef, UTC: u-te-ce), nastavci se odvajaju spojnicom. S obzirom na to da računalne kratice dolaze većinom iz engleskog jezika, često se u stručnim krugovima sriču engleskim nazivima slova (TLA: ti-el-ej, IBM: aj-bi-em, DVI: di-vi-aj). Ako sadrže samoglasnike i kad postoji blagozvučje, mogu se u čitanju ponašati kao samostalne riječi, ali često u pisanju ostaju izvorno:
- DOS — pisanje: u DOS-u, pod DOS-om, — čitanje: u dosu, pod dosom
- GNU — pisanje: GNU-ova licenca, — čitanje: Gnouova licenca
- RAM — pisanje: u RAM-u, slobodnog RAM-a, — čitanje: u ramu, slobodnog rama

## Korištenje
Iako je ova vrsta akronima vrlo česta u računarstvu, koristi se i u drugim oblastima, na primjer:
- Države: DDR, SAD, UAR
- Vremenske zone: DST, GMT, UTC
- Televizijske postaje: BBC, HRT, NGC
- Stranke: HDZ, HSS, SDP
- i mnoge druge: ABS, EKG, NBA, PBZ, TNT, ZOI...

## U računarstvu
- Operacijski sustavi: BSD, DOS, GNU
- Format datoteka: GIF, JPG, PDF, PNG, TXT
- Oprema: CPU, DVD, ROM
- Žargon: BRB, BTW = UBR (uzgred budi rečeno), FAQ, LOL, TRS (tko razumije, shvatit će)

## Vanjske poveznice
- Popis troslovnih račulanih kratica, Computer Dictionary Online
- Popis Q-kodova, ww2.isys.ca  Arhivirana inačica izvorne stranice od 28. rujna 2007. (Wayback Machine)
- Popis troslovnih jezičnih kodova, www.loc.gov